# Balanophyllia (Balanophyllia) thalassae
Balanophyllia (Balanophyllia) thalassae is een rifkoralensoort uit de familie van de Dendrophylliidae. De wetenschappelijke naam van de soort is voor het eerst geldig gepubliceerd in 1980 door Zibrowius.